# ОШ „Никола Тесла” Обреновац
Основна школа „Никола Тесла” налази се у насељу Скела у општини Обреновац. Име носи по једном од највећих српских научника Николи Тесли.

## Историјат
Настава се од 1880. године одвијала у кући коју је општина закупила од Марка Камењасевића. Прва школа је саграђена 1804. и иста спаљена 14. августа 1941. Године 1944. је поново саграђена, а постојећа школа, у којој се данас одвија настава, постоји од 1962. године.

## О школи
Школа нема фискултурну салу нити продужени боравак. Укупна површина зграде износи свега 660 метара квадратних. Школа има библиотеку, додуше доста малу, са површином од само 8 метара квадратних. Школа тренутно броји 235 ученика. Од страних језика, уче се енглески, немачки и руски. У школи су присутне различите секције.